# 1423 w literaturze
Wydarzenia literackie w 1423 roku.

## Urodzili się
- Alfonso de Palencia, hiszpański humanista